# Onthophagus rubrescens
Onthophagus rubrescens é uma espécie de inseto do género Onthophagus, família Scarabaeidae, ordem Coleoptera.
Foi descrita cientificamente por Blanchard em 1846.